# Universidad de Vermont

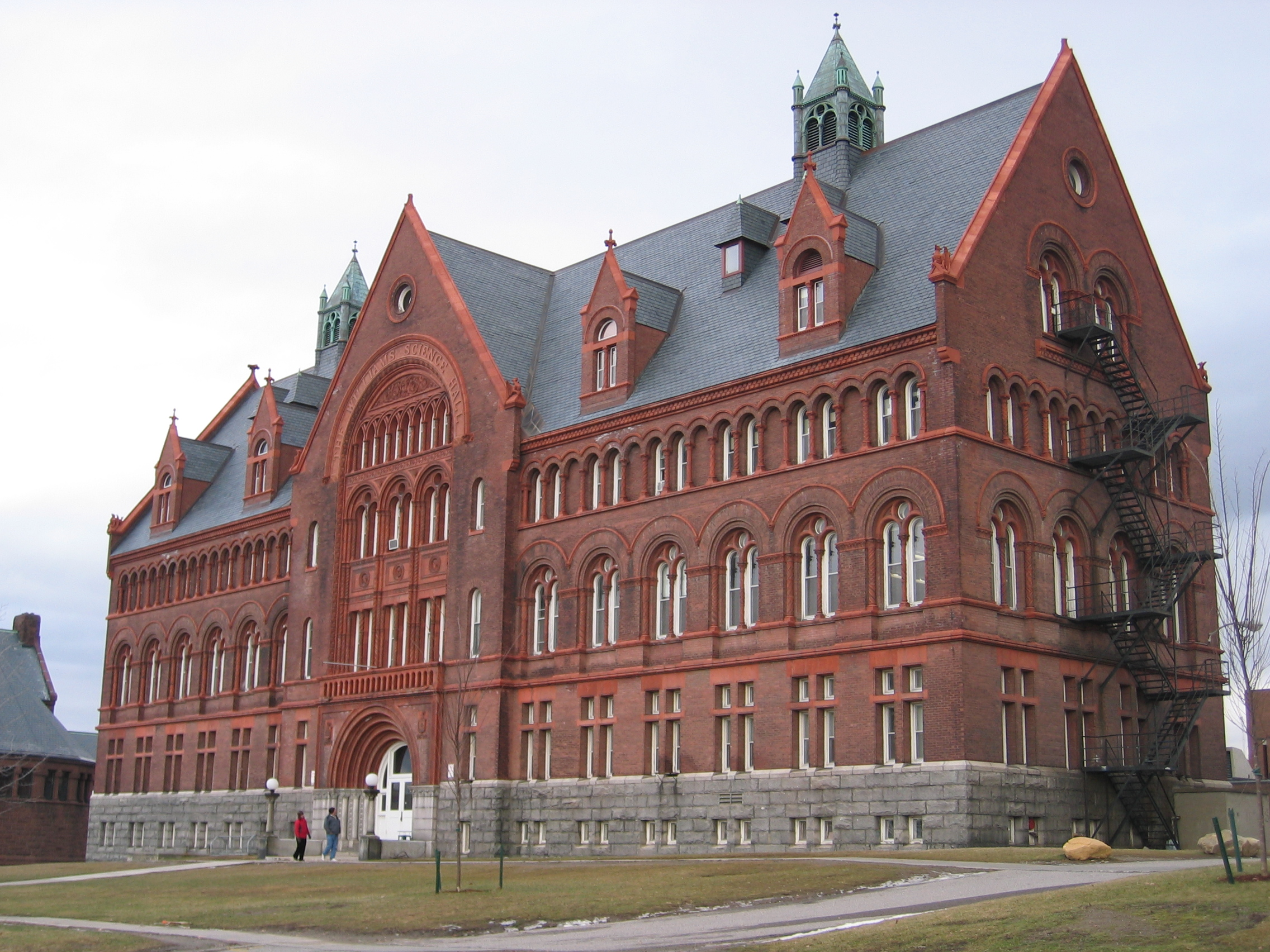
Edificio Williams Hall de la UVM.

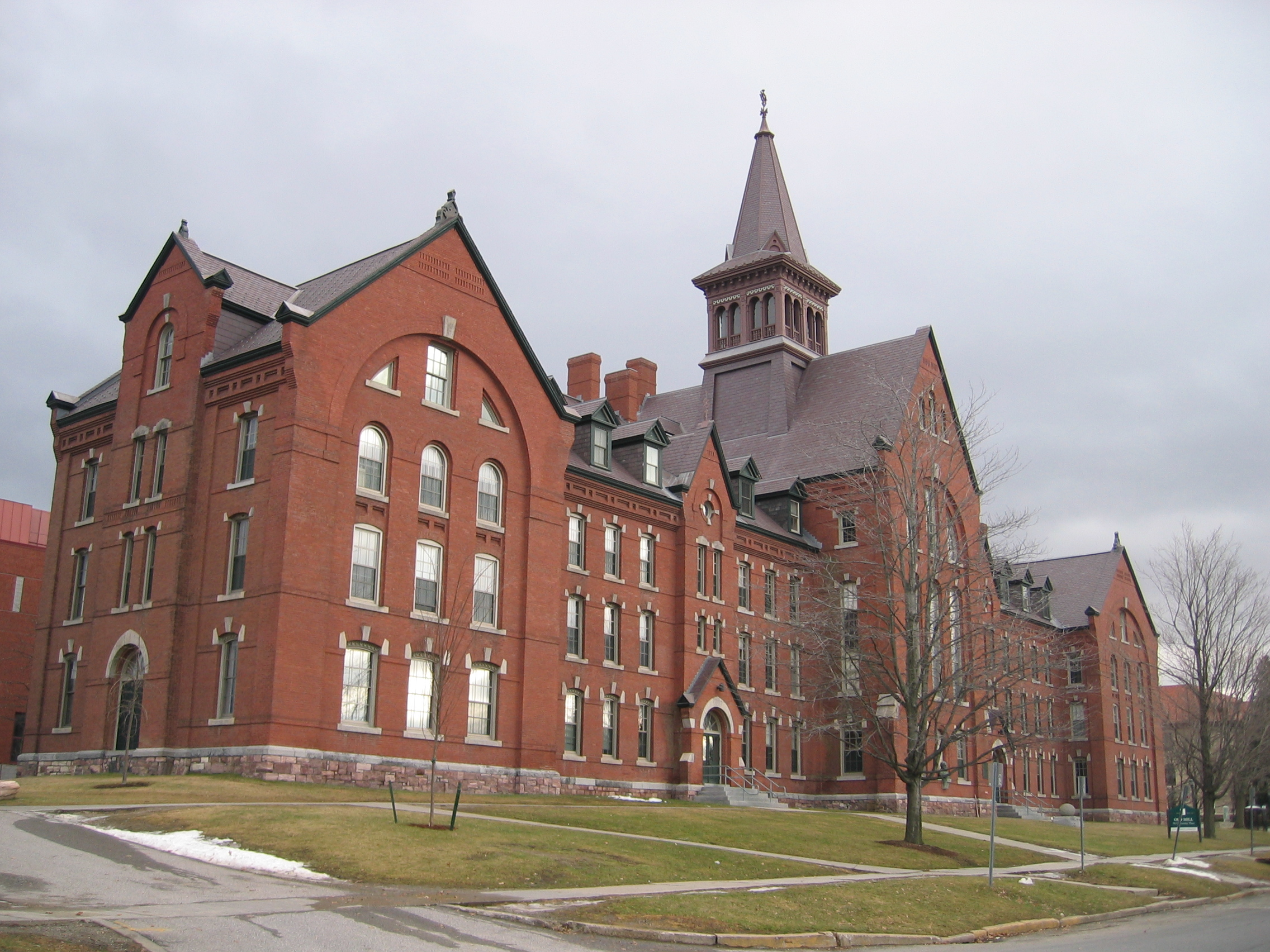
Edificio Old Mill de la UVM.

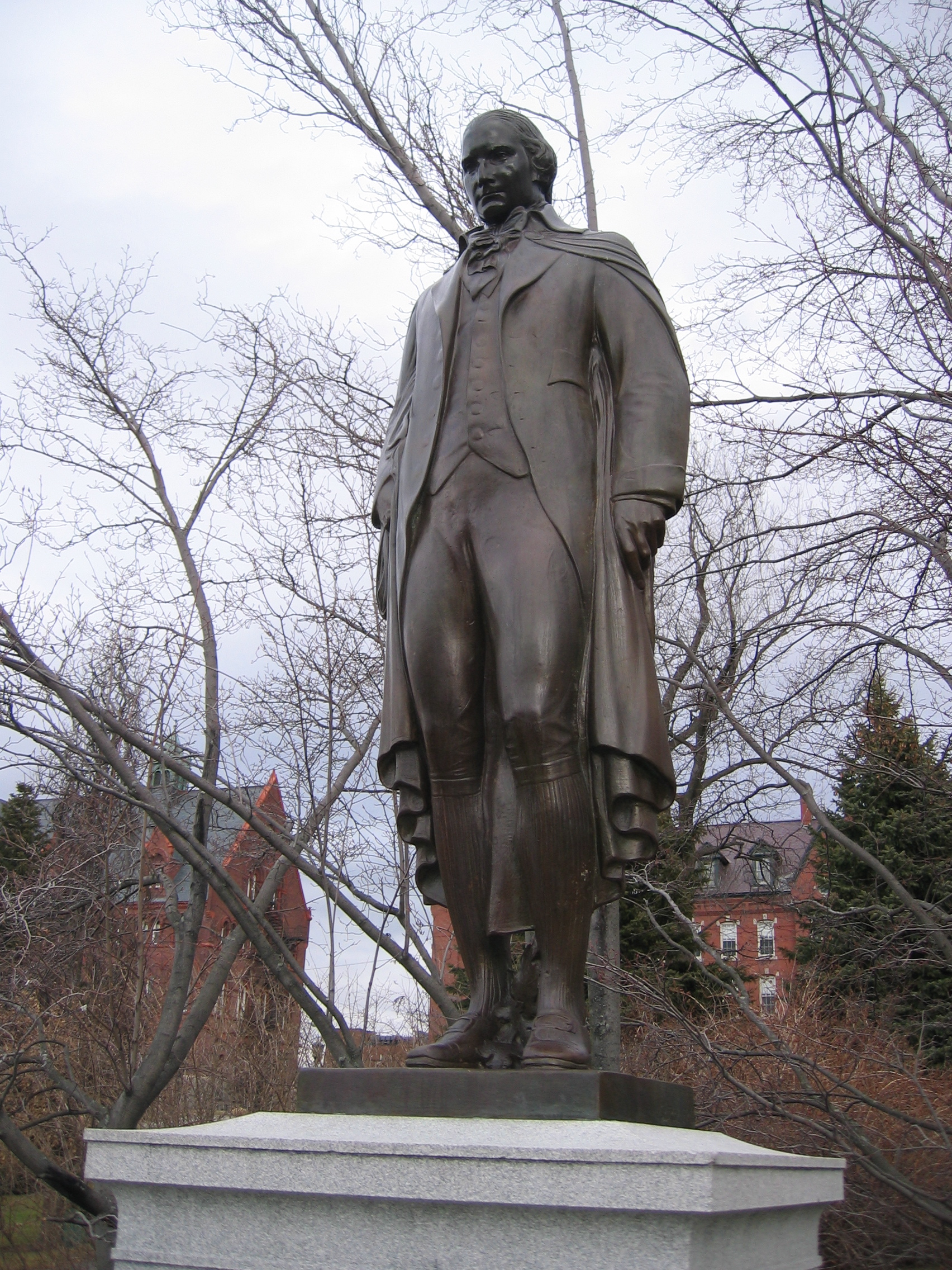
Estatua de Ira Allen.

La Universidad de Vermont, en inglés University of Vermont (también conocido como UVM de su nombre originario en latín Universitas Viridis Montis) es una universidad estatal situada en Burlington al noroeste del estado de Vermont, Estados Unidos. Con aprox. 10 000 estudiantes, es la mayor universidad de Vermont. La universidad tiene buena fama en las especialidades de biología, ciencias medioambientales, agrícolas y de la vida. Igualmente pertenece al listado de la Public Ivy.

## Historia
La universidad se fundó en 1791 por iniciativa de Ira Allen con el nombre University of the Green Mountains y es la sexta universidad más antigua en Nueva Inglaterra. En 1865 la universidad se fusionó con el Vermont Agricultural College por lo que desde entonces se llama The University of Vermont and State Agricultural College.

## Deporte
El equipo de deporte de la universidad se denomina Catamounts. La UVM es miembro de la America East Conference y ofrece 20 disciplinas deportivas. 
Los deportes con participación femenina son: baloncesto, carrera de fondo, hockey sobre hierba, hockey sobre hielo, lacrosse, esquí, fútbol y atletismo. Todos los equipos participan en la 1. división de la National Collegiate Athletic Association. La mayor parte de los equipos juegan en la America East Conference y los equipos de hockey en la Hockey East Association. 
Los equipos de la UVM han conseguido en tres ocasiones consecutivas la America East Academic Cup (2005, 2006, 2007). Eso se hace a la UVM la mejor universidad de la America East Conference con un total de 4 títulos. El equipo de esquí cuenta con 6 campeonatos nacionales y 31 títulos de la. 
Del equipo masculino de hockey de la universidad surgieron 12 jugadores de la selección nacional, entre ellos Torrey Mitchell ’07 (San Jose Sharks), Martin St. Louis ’97 (Tampa Bay Lightning), Eric Perrin ’97 (Atlanta Thrashers), Tim Thomas ’97 (Boston Bruins) y Aaron Miller ’93 (Vancouver Canucks). St. Louis, Perrin y el entonces all-star de la NHL, John LeClair ganaron en su carrera deportiva la Stanley Cup. St. Louis también ganó el Trofeo Hart como MVP en 2004, junto con el Trofeo Art Ross (por mayoría de puntos), el Lester B. Pearson Award y el NHL Plus/Minus Award. 
De los equipos de baloncesto femenino y masculino han surgido más de 20 jugadores profesionales. Entre 2003 y 2007 el equipo jugó en 5 ocasiones la final de la America East Championship, asegurándose el título en tres ocasiones consecutivas (2003-2005).
En 2007 el equipo de fútbol de la UVM ganó el America East Conference.
Un total de 36 atletas de la UVM han participado en 16 juegos olímpicos (13 de invierno y 3 de verano), ganando 6 medallas.

## Profesores célebres
- Bernd Heinrich:  Profesor de biología

## Estudiantes célebres
- Grace Coolidge: Primera dama de los Estados Unidos desde 1923 hasta 1929
- John Dewey: Filósofo y pedagogo
- Kerr Smith: Actor
- Jody Williams: Premio Nobel de la Paz 1997
- Pedro Albizu Campos: Líder político puertorriqueño, orador, abogado y humanista. También fue presidente del Partido Nacionalista de Puerto Rico desde 1930 hasta su muerte en 1965.